# ISO 3166-2:MU
ISO 3166-2:MU è uno standard ISO che definisce i codici geografici delle suddivisioni di Mauritius; è un sottogruppo dello standard ISO 3166-2.
I codici, assegnati ai 9 distretti e alle 3 dipendenze dello Stato, sono formati da MU- (sigla ISO 3166-1 alpha-2 dello Stato), seguito da due lettere.

## Codici
| Codice | Suddivisione            | Tipo       |
| ------ | ----------------------- | ---------- |
| MU-AG  | Agalega e Saint Brandon | dipendenza |
| MU-CC  | Cargados Carajos        | dipendenza |
| MU-RO  | Rodrigues               | dipendenza |
| MU-BL  | Black River             | distretto  |
| MU-FL  | Flacq                   | distretto  |
| MU-GP  | Grand Port              | distretto  |
| MU-MO  | Moka                    | distretto  |
| MU-PA  | Pamplemousses           | distretto  |
| MU-PW  | Plaines Wilhems         | distretto  |
| MU-PL  | Port Louis              | distretto  |
| MU-RR  | Rivière du Rempart      | distretto  |
| MU-SA  | Savanne                 | distretto  |